# سلطانة (لقب)

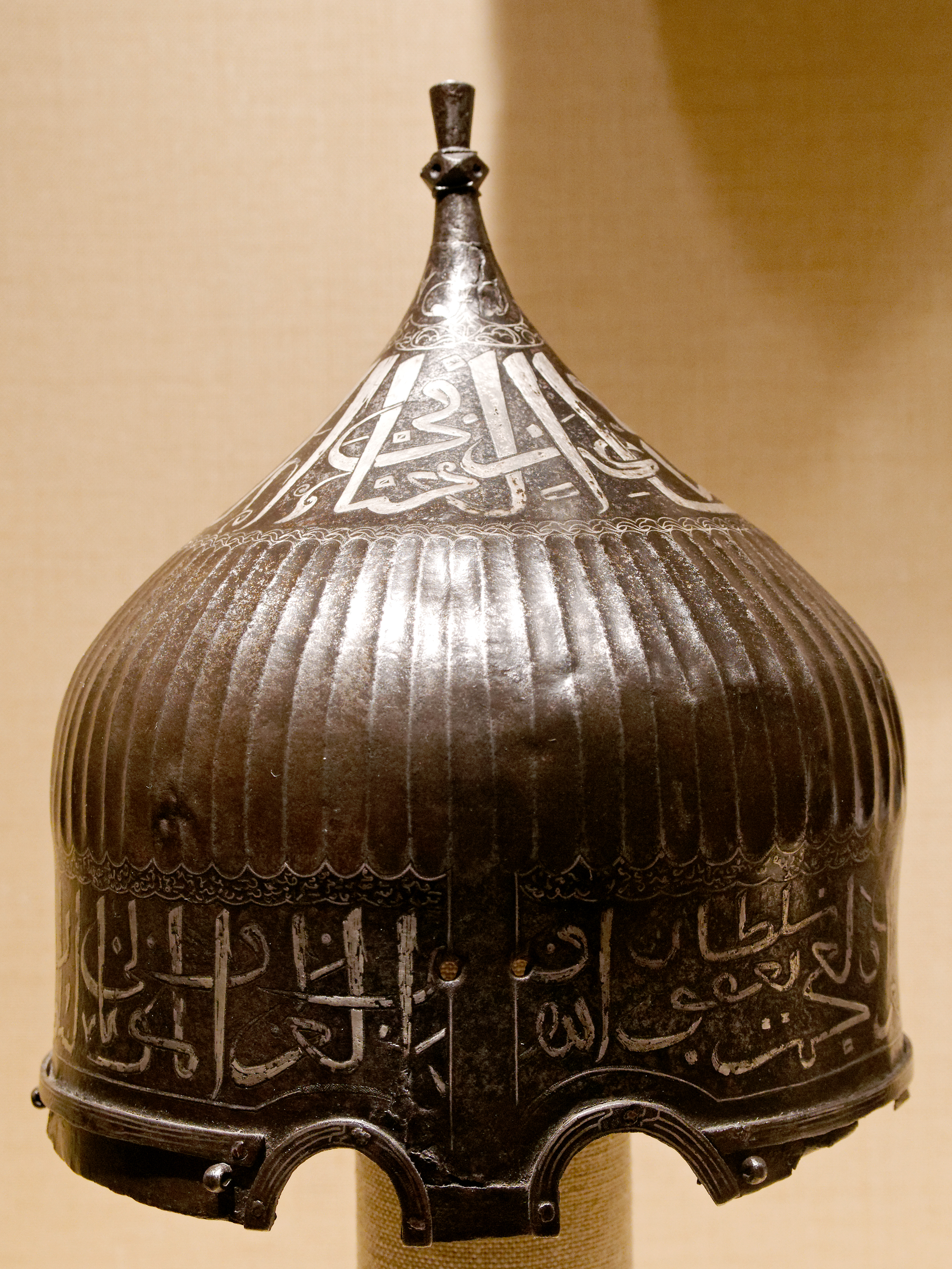

سُلْطَانَةٌ أو السُّلْطَانَةُ هوَ لقب نبيل يخص الإناث وهو مُقابل مصطلح سلطان. استُخدمَ هذا المصطلح رسميًا من قِبل زيجات الملوك في عددٍ منَ الدول الإسلامية فيما استُخدمت من قبل الغربيين للإشارة لزيجات الملوك المُسلمين أو حتّى الأقارب الذين لا يحملون هذا اللقب رسميا.

## التسمية
ظهر مُصطلح سلطانة كمُقابلٍ لمصطلح سلطان الذي يُشير للشخص الذي يحكمُ دولة أو منطقة ما ويحملُ في يدهِ القوة والسلطة أو الإمامة. اشتُقَ هذا المصطلح منَ الكلمة المصدر سُلطَة أو السلطة وقد كانَ شائعًا في الماضي إطلاقهُ على زيجات الحُكّام لكنّه لم يعد كذلك اليوم حيثُ استُبدلَ بعددٍ من المصطلحات أو الألقاب الأخرى على غِرار الأميرة أو عقيلة الملك.

## الاستخدام
اختارت الكثيرُ من زيجات الملوك تسمية نفسها بالسلطانة عندَ حصولِ زوجها على العرش فيما تخليت أخريات عن هذا اللقب النبيل أو اخترنَ أسماءَ أخرى مرادفة.

### شمال أفريقيا
أطلقت زوجة حاكم مملكة تقرت وهي جزءٌ الآن من الجزائر لقبَ سلطانة على نفسها حيثُ كانت تُدعى السلطانة عائشة.

### جنوب شرق آسيا
في سلطنة ساموديرا باساي وهي الآنَ جزءٌ من إندونيسيا؛ سمّت سيري راتو (1406 - 1427) نفسها بالسلطانة بعدما حصلَ زوجها على مقاليد الحُكم. نفس الأمر في سلطنة آتشيه وهي كذلك جزءٌ من إندونيسيا وماليزيا؛ حيثُ شهدت أربع سلطانات:
- السلطانة سيري راتو تا آتشيه (1641 - 1675) - ابنة السلطان إسكندر مودا وزوجة السلطان إسكندر الثاني. كانت سلطانة مثقفة حيثُ أتقنت 6 لغات؛ لغة أتشيهية، لغة ملايو، الإسبانية، الهولندية، العربية وَالفارسية.
- السلطانة سيري راتو ناكياتودن سياه (1675 - 1678).
- السلطانة سيري راتو زاكياتودين (1678 - 1688).
- السلطانة سيري راتو كاملات سياه (1688 - 1699).

أمّا جزر المالديف؛ فقد شهدت إطلاق لقب سلطانة على خمس زيجات لخمس حكام أو ملوك مختلفون وهم:
- السلطانة خديجة (1347 - 1363 أو 1364 - 1374 أو 1376 - 1380)
- السلطانة ردهافتحي (غير معروف)
- السلطانة داين (1383 - 1388)
- السلطانة كودا كالا (1607 - 1609)
- السلطانة أمينة (1757 - 1759)

في الخامس من أيار/مايو عام 2015؛ عينَ سلطان سلطنة يوجياكرتا في إندونيسيا ابنتهُ البكر السيّدة نورماليتا كوريثة له وفي حالة ما نجحت في خلافة والدها فمنَ المُحتمل أن يتمّ تسميتها بالسلطانة.

### مناطق أخرى
أُطلقَ هذا اللقب على زيجات حكام مصر من سلالة محمد علي باشا حيثُ كان يُطلق على الملوك لقبَ سلطان مصر فيما تحملُ الزوجة لقب سلطانة مصر:
- مليكة طوران زوجة السلطان حسين كامل وقد احتفظت بلقب السلطانة حتى بعد أن أصبحت مصر مملكة؛ وغالبًا ما يشار إليها اختصارا باسم السلطانة مليكة.
- نازلي زوجة السلطان فؤاد الأول والتي أصبحت تُدعى فيما بعد بالملكة بعد تأسيسِ مملكة مصر في عام 1922.

أُطلقَ ذات اللقب على زيجات بعض الحكام في الولايات الماليزية مثلَ:
- السلطانة كالسوم بينتي زوجة أحمد شاه باهانج حيثُ أصبحت سلطانة باهانغ في 30 أيلول/سبتمبر 1992.
- السلطانة نور زهيرة زوجة ميزان زين العابدين من تيرينجانو وقد أصبحت سلطانة تيرينجانو في 12 تموز/يوليو 1998.
- السلطانة هامنة حميدون زوجة عبد الحليم معظم وقد أصبحت سلطانة كيدا في 21 تشرين الثاني/نوفمبر 2003.

## في الدُول الغربيّة
يُستخدم في الغرب لقب سلطانة أيضًا للإشارة إلى زيجات الملوك المسلمين اللاتي لم يحملنَ هذا اللقب رسميًا على غِرار شجر الدر في عام 1250؛ فعلى الرغم من أن العديد من المصادر تؤكد أنها أخذت لقب سلطانة إلّا أنّ مصادر أخرى تؤكدُ العكس وهي اليوم توصفُ بهذا اللقب في الكتب الغربيّة بغض النظر عمّا إذا كانت قد حملتهُ فعلًا أم لا.
رضية الدين وعادةً ما يشار إليها في التاريخ باسمِ رضية سلطانة. كانت سلطانة دلهي في الهند من 1236 إلى 1240 ويُشار لها اليوم بهذا اللقب كما عُرفَ عنها قيادتها للجيوش في كذا مناسبات وإدارة الممالك إذا لزم الأمر، كما تعدّ أول امرأة تحكمُ سلطنة دلهي.
بيرمايسوري هو لقب كان يُطلق على زوجة السلطان في العديد من السلطنات والممالك الإسلامية في جنوب شرق آسيا. هذا المصطلح مشتق من الكلمة التاميليّة بارامسفاري (परमेश्वरी) والتي تعني السيدة القديرة. لا زالَ هذا اللقب مُستخدمًا في يانغ دي-برتوان أغونغ حيثُ يُطلق على ملك أو رئيس دولة ماليزيا. أمّا في بروناي؛ فيُطلق على زوجة الرئيس أو السلطان لقب راجا وهي كلمة قادِمة من اللغة السنسكريتية وتعني أيضًا السيدة النبيلة. في حين تستخدمُ زيجات السلاطين أو الملوك في الدول الإسلاميّة لقبَ ملكة أو عقيلة ولا زالَ هذا المصطلح مُستخدمًا في كثيرٍ من الممالك الإسلاميّة مثلَ المملكة الأردنية الهاشمية والمملكة المغربية.

### في الدولة العثمانيّة
منذ القرن السادس عشر والعثمانيون يستخدمونَ لقب سلطانة على غِرار السلطانة مهرماه والسلطانة خديجة كما استخدموا لقبَ السلطانة الأم حيثُ أطلق على عائشة حفصة سلطان وغيرها فضلًا عن لقب خاتون الذي يُعادل مصطلح ليدي في لغاتٍ أخرى.